# Libenge
Libenge este un oraș în  provincia Équateur, Republica Democrată Congo. În 2012 avea o populație de 24 530 de locuitori, iar în 2004 avea 21 570.